# 法拉納大區
法拉納大區是畿內亞的8個大區之一，位於該國中部，首府設於法拉納，北臨馬里，東接康康大區，南毗塞拉里昂和恩澤雷科雷大區，西鄰馬木大區和拉貝大區，面積35,581平方公里，1996年人口602,845。
1. ↑  . hdi.globaldatalab.org.   [2018-09-13]. （原始内容存档于2018-09-23） （英语）.